# مالگرسدورف
مالگرسدورف (به آلمانی: Malgersdorf) یک شهر در آلمان است که در بایرن واقع شده‌است.

## خصوصیات
مالگرسدورف ۱۱٫۵۲ کیلومترمربع مساحت دارد ۳۹۸ متر بالاتر از سطح دریا واقع شده‌است.